# Парапатрическое видообразование
При парапатрическом видообразовании две субпопуляции вида развиваются в репродуктивной изоляции друг от друга, продолжая обмениваться генами. Этот способ видообразования имеет три отличительные характеристики: 1) спаривание происходит неслучайно, 2) поток генов происходит неравномерно, и 3) популяции существуют либо в непрерывных, либо в прерывистых географических ареалах. Такая модель распределения может быть, среди прочего, результатом неравномерного распространения, неполных географических барьеров или различных форм поведения. Парапатрическое видообразование предсказывает, что гибридные зоны часто будут существовать на стыке двух популяций.
В биогеографии термины парапатрический и парапатрия часто используются для описания взаимоотношений между организмами, чьи ареалы существенно не перекрываются, но непосредственно примыкают друг к другу; они не встречаются вместе, кроме как в узкой зоне контакта. Парапатрия — это географическое распространение, противоположное симпатрии (одна и та же область) и аллопатрии или перипатрии (два аналогичных случая различных областей).
Были предложены различные «формы» парапатрии, которые обсуждаются ниже. Койн и Орр в книге «Speciation» классифицируют эти формы на три группы: клинальные (градиенты среды), «ступеньки» (дискретные популяции) и стазипатрическое видообразование в соответствии с большей частью литературы по парапатрическому видообразованию.
Чарльз Дарвин был первым, кто предложил этот способ видообразования. Лишь в 1930 году Роналд Фишер опубликовал книгу «Генетическая теория естественного отбора», в которой изложил словесную теоретическую модель клинального видообразования. В 1981 году Джозеф Фельзенштейн предложил альтернативную модель «дискретной популяции» (модель «ступеньки»). Со времен Дарвина было проведено множество исследований парапатрического видообразования, в результате чего был сделан вывод о том, что его механизмы теоретически правдоподобны, «и, безусловно, имели место в природе».

## Модели
Математические модели, лабораторные исследования и данные наблюдений подтверждают существование парапатрического видообразования в природе. Свойства парапатрии подразумевают частичный внешний барьер во время дивергенции; таким образом, приводя к трудностям в определении того, действительно ли имело место этот способ видообразования или альтернативный способ (особенно аллопатрическое видообразование), который может объяснить эти данные. Эта проблема ставит вопрос, на который нет ответа, относительно её общей частоты в природе.
Парапатрическое видообразование можно понять, как уровень потока генов между популяциями, где {\displaystyle m=0} в аллопатрии (и периферии), {\displaystyle m=0.5} в симпатрии и на полпути между двумя парапатриями. Присущий этому парапатрий охватывает всю сплошную среду; представленный как {\displaystyle 0<m<0.5}. Некоторые биологи отвергают это определение, выступая за отказ от термина «парапатрический», «потому что множество различных пространственных распределений может привести к промежуточным уровням потока генов». Другие отстаивают эту позицию и предлагают вообще отказаться от схем географической классификации (географических способов видообразования).
Было показано, что естественный отбор является основным фактором в парапатрическом видообразовании (среди других способов), и сила отбора во время дивергенции часто является важным фактором. Парапатрическое видообразование также может быть результатом репродуктивной изоляции, вызванной социальным отбором: люди взаимодействуют альтруистически.

### Градиенты окружающей среды
Из-за непрерывного характера парапатрического распределения популяции, популяционные ниши часто перекрываются, создавая сплошную среду в экологической роли вида через градиент окружающей среды. В то время как при аллопатрическом или перипатрическом видообразовании — при котором географически изолированные популяции могут эволюционировать репродуктивно в изоляции (без внешнего потока генов) — уменьшенный поток генов парапатрического видообразования часто приводит к образованию клина, в котором изменение эволюционного давления вызывает изменение частот аллелей в генофонде между популяциями. Этот градиент окружающей среды в конечном счете приводит к генетически различным родственным видам.
Первоначальная концепция клинального видообразования Фишера опиралась (в отличие от большинства современных исследований видообразования) на концепцию морфологических видов. При такой интерпретации его вербальная теоретическая модель может эффективно произвести новый вид, который впоследствии был подтвержден математически. Дальнейшие математические модели были разработаны, чтобы продемонстрировать возможность клинального видообразования, в основном полагаясь на те, что утверждают Койн и Орр, «предположения, которые либо ограничивают, либо биологически нереалистичны».
Математическая модель клинального видообразования была разработана Caisse и Antonovics, которые нашли доказательства того, что «как генетическая дивергенция, так и репродуктивная изоляция могут происходить между популяциями, связанными потоком генов». Это исследование поддерживает клинальную изоляцию, сравнимую с кольцевыми видами (обсуждаемыми ниже), за исключением того, что конечные географические концы не встречаются, чтобы сформировать кольцо.
Doebeli и Dieckmann разработали математическую модель, которая предположила, что экологический контакт является важным фактором парапатрического видообразования и что, несмотря на то, что поток генов действует, как барьер для дивергенции в местной популяции, разрушительный отбор стимулирует ассортативное спаривание; в конечном счёте приводит к полному сокращению потока генов. Эта модель напоминает армирование, за исключением того, что никогда не происходит вторичного контакта. Авторы приходят к выводу, что «пространственно локализованные взаимодействия вдоль градиентов окружающей среды могут способствовать видообразованию посредством частотно-зависимого отбора и приводить к закономерностям географической сегрегации между формирующимися видами». Однако одно исследование Polechová и Barton оспаривает эти выводы.

#### Кольцевые виды
Понятие кольцевого вида ассоциируется с аллопатрическим видообразованием, как частным случаем; однако Койн и Орр утверждают, что первоначальная концепция кольцевого вида Майра описывает не аллопатрическое видообразование, «но видообразование происходящее через ослабление потока генов с помощью расстояния». Они утверждают, что кольцевые виды свидетельствуют о парапатрическом видообразовании в нетрадиционном смысле. Далее они приходят к выводу, что:
Тем не менее кольцевые виды более убедительны, чем случаи клинальной изоляции, показывающие, что поток генов препятствуют эволюции репродуктивной изоляции. В условиях клинальной изоляции можно утверждать, что репродуктивная изоляция была вызвана различиями в окружающей среде, которые увеличиваются с расстоянием между популяциями. Нельзя сделать аналогичный аргумент в пользу кольцевых видов, потому что наиболее репродуктивно изолированные популяции встречаются в одной и той же среде обитания.

### Дискретные популяции
Названная Койном и Орром моделью «ступеньки», она отличается характером распределения популяций вида. Популяции в дискретных группах, несомненно, видоизменяются легче, чем в клине, из-за более ограниченного потока генов. Это позволяет популяции развивать репродуктивную изоляцию, поскольку отбор или дрейф пересиливают поток генов между популяциями. Чем меньше дискретная популяция, тем выше вероятность парапатрического видообразования.
Было разработано несколько математических моделей, чтобы проверить, может ли возникнуть эта форма парапатрического видообразования, обеспечивая теоретическую возможность и подтверждающую биологическую правдоподобность (в зависимости от параметров модели и их соответствия природе). Джозеф Фельзенштейн был первым, кто разработал работающую модель. Позднее  Сергей Гаврилец и его коллеги разработали множество аналитических и динамических моделей парапатрического видообразования, которые внесли значительный вклад в количественное изучение видообразования. (См. раздел «Дополнительная литература»)

#### Пара-аллопатрическое видообразование
Дальнейшие концепции, разработанные Бартоном и Хьюиттом при изучении 170 гибридных зон, предполагают, что парапатрическое видообразование может быть результатом тех же компонентов, которые вызывают аллопатрическое видообразование. Это называется пара-аллопатрическим видообразованием. Популяции начинают парапатрически расходиться, полностью видоизменяясь только после аллопатрии.

### Стазипатрические модели
Одна из разновидностей парапатрического видообразования связана с видовыми хромосомными различиями. Майкл Уайт разработал стазипатрическую модель видообразования при изучении австралийских кузнечиков-морабин (Vandiemenella). Хромосомная структура субпопуляций широко распространённого вида становится не доминирующей, что приводит к фиксации. Впоследствии субпопуляции расширяются в пределах большего ареала вида, гибридизуясь (при бесплодии потомства) в узких гибридных зонах. Футуйма и Майер утверждают, что эта форма парапатрического видообразования несостоятельна и что хромосомные перестройки вряд ли вызовут видообразование. Тем не менее, данные подтверждают, что хромосомные перестройки могут привести к репродуктивной изоляции, но это не означает результатов видообразования, как следствие.

## Доказательства

### Лабораторные доказательства
Было проведено очень мало лабораторных исследований, явно проверяющих парапатрическое видообразование. Однако исследования, касающиеся симпатрического видообразования, часто подтверждают существование парапатрии. Это связано с тем, что при симаптрическом видообразовании поток генов внутри популяции неограничен; тогда как при парапатрическом видообразовании поток генов ограничен, что позволяет легче развиваться репродуктивной изоляции. Ödeen и Florin выполнили 63 лабораторных эксперимента, проведенных в период 1950—2000 годов (многие из которых ранее обсуждались Rice и Hostert) относительно симпатрического и парапатрического видообразования. Они утверждают, что лабораторные данные более надежны, чем это часто предполагается, и ссылаются на размер лабораторных популяций в качестве основного недостатка.

### Данные наблюдений
Парапатрическое видообразование очень трудно наблюдать в природе. Это связано с одним основным фактором: закономерности парапатрии можно легко объяснить альтернативным способом видообразования. В частности, документирование близкородственных видов, имеющих общие границы, не означает, что именно парапатрическое видообразование было тем самым способом, создавшим эту модель географического распределения. Койн и Орр утверждают, что наиболее убедительные свидетельства парапатрического видообразования имеют две формы. Это описывается следующими критериями:
- Популяции видов, которые объединяются, образуя экотон, можно убедительно интерпретировать как образующиеся в парапатрии, если:
  - Нет никаких свидетельств существования периода географического разделения между двумя близкородственными видами
  - Различные локусы не совпадают по длине линии
  - Филогении, включая сестринские группы, поддерживают разное время дивергенции
- Эндемичный вид, который существует в специализированной среде обитания рядом с родственными ему видами, не проживающими в специализированной среде обитания, настоятельно предполагает парапатрическое видообразование[1].

Примером этого может служить полевица тонкая, которая растёт на почве, загрязнённой высоким содержанием меди, вымытой из неиспользуемой шахты. Рядом находится незагрязненная почва. Популяции развиваются репродуктивной изоляцией из-за различий во времени цветения. То же самое явление было обнаружено у душистого колоска в почвах, загрязненных свинцом и цинком.
Клинальные группы часто приводятся в качестве доказательства парапатрического видообразования, и многочисленные примеры были задокументированы, чтобы доказать существование этого явления в природе; многие из которых содержат гибридные зоны. Эти клинальные закономерности, однако, также часто могут быть объяснены аллопатрическим видообразованием, за которым следует период вторичного контакта, что создает трудности для исследователей, пытающихся определить их происхождение.  Томас Смит и его коллеги утверждают, что большие экотоны являются «центрами видообразования» (подразумевая парапатрическое видообразование) и участвуют в создании биоразнообразия в тропических лесах. Они приводят закономерности морфологического и генетического расхождения видов воробьиных Eurillas virens. Джиггинс и Маллет изучили целый ряд литературных источников, документирующих каждую фазу парапатрического видообразования в природе, полагая, что это возможно и вероятно (для обсуждаемых изученных видов).
Исследование тропических пещерных улиток (Georissa saulae) показало, что обитающая в пещерах популяция произошла от наземной популяции, вероятно, специализируясь на парапатрии.
Улитки рода Partula на острове Муреа парапатрически видоизменились на месте после одного или нескольких случаев колонизаций, при этом некоторые виды проявляют закономерности кольцевых видов.
У Теннессийской ключевой саламандры (Gyrinophilus palleucus) время миграции использовалось для вывода различий в потоке генов между постоянными популяциями, обитающими в пещерах и на поверхности. Результаты концентрированного потока генов и среднего времени миграции позволили сделать вывод о гетерогенном распределении и непрерывном парапатрическом видообразовании между популяциями.
Исследователи, изучающие Ephedra, род голосеменных в Северной Америке, обнаружили доказательства дивергенции парапатрических ниш для пар сестринских видов E. californica и E. trifurca.
Одно исследование кавказских скальных ящериц показало, что различия в среде обитания могут быть более важными для развития репродуктивной изоляции, чем время изоляции. Darevskia rudis, Darevskia valentini и Darevskia portschinskii скрещиваются друг с другом в своей гибридной зоне; однако гибридизация сильнее между D. portschinskii и D. rudis, которые отделились раньше, но живут в сходных местообитаниях, чем между D. valentini и двумя другими видами, которые отделились позже, но живут в климатически разных местообитаниях.

#### Морские организмы
Широко распространено мнение, что парапатрическое видообразование гораздо чаще встречается у океанических видов из-за низкой вероятности наличия полных географических барьеров (необходимых для аллопатрии). Многочисленные исследования подтвердили парапатрическое видообразование морских организмов. Бернд Кремер и его коллеги нашли доказательства парапатрического видообразования у Мормировых рыб (Pollimyrus castelnaui); тогда как Rocha и Bowen утверждают, что парапатрическое видообразование является основным способом среди рыб коралловых рифов. Доказательства клинальной модели парапатрического видообразования обнаружены у Salpidae. Нэнси Нолтон нашла множество примеров парапатрии в масштабном исследовании морских организмов.

## Дополнительное чтение
Количественное исследование видообразования
- Joseph Felsenstein (1981), Skepticism Towards Santa Rosalia, or Why are There so Few Kinds of Animals?, Evolution, 35 (1): 124–138, doi:10.2307/2407946, JSTOR 2407946, PMID 28563447
- Sergey Gavrilets, Li Hai, and Michael D. Vose (1998), Rapid Parapatric Speciation on Holey Adaptive Landscapes, Proceedings of the Royal Society B, 265 (1405): 1483–1489, arXiv:adap-org/9807006, Bibcode:1998adap.org..7006G, doi:10.1098/rspb.1998.0461, PMC 1689320, PMID 9744103{{citation}}:  Википедия:Обслуживание CS1 (множественные имена: authors list) (ссылка)
- Sergey Gavrilets (2000), Waiting Time to Parapatric Speciation, Proceedings of the Royal Society B, 267 (1461): 2483–2492, doi:10.1098/rspb.2000.1309, PMC 1690850, PMID 11197123
- Sergey Gavrilets (2003), Perspective: Models of Speciation: What Have We Learned in 40 Years?, Evolution, 57 (10): 2197–2215, doi:10.1111/j.0014-3820.2003.tb00233.x, PMID 14628909, S2CID 2936776
- Claudia Bank, Reinhard Bürger, and Joachim Hermisson (2012), The Limits to Parapatric Speciation: Dobzhansky–Muller Incompatibilities in a Continent–Island Model, Genetics, 191 (3): 845–863, doi:10.1534/genetics.111.137513, PMC 3389979, PMID 22542972{{citation}}:  Википедия:Обслуживание CS1 (множественные имена: authors list) (ссылка)